# Сентервілл (округ Кроуфорд, Пенсільванія)
Сентервілл (англ. Centerville) — місто (англ. borough) в США, в окрузі Кроуфорд штату Пенсільванія. Населення — 178 осіб (2020).

## Географія
Сентервілл розташований за координатами 41°44′20″ пн. ш. 79°45′40″ зх. д. / 41.73889° пн. ш. 79.76111° зх. д. (41.738906, -79.761071).  За даними Бюро перепису населення США в 2010 році місто мало площу 4,59 км², уся площа — суходіл.

## Демографія
Згідно з переписом 2010 року, у селищі мешкало 218 осіб у 87 домогосподарствах у складі 58 родин. Густота населення становила 48 осіб/км².  Було 111 помешкання (24/км²).
Расовий склад населення:
| - 100,0 % — білих |

До двох чи більше рас належало 0,0 %. Частка іспаномовних становила 0,5 % від усіх жителів.
За віковим діапазоном населення розподілялося таким чином: 24,8 % — особи молодші 18 років, 59,1 % — особи у віці 18—64 років, 16,1 % — особи у віці 65 років та старші. Медіана віку мешканця становила 42,5 року. На 100 осіб жіночої статі у селищі припадало 94,6 чоловіків;  на 100 жінок у віці від 18 років та старших — 90,7 чоловіків також старших 18 років.
Середній дохід на одне домашнє господарство  становив 41 089 доларів США (медіана — 28 125), а середній дохід на одну сім'ю — 58 520 доларів (медіана — 54 583). Медіана доходів становила 31 750 доларів для чоловіків та 25 625 доларів для жінок. За межею бідності перебувало 22,9 % осіб, у тому числі 31,8 % дітей у віці до 18 років та 5,3 % осіб у віці 65 років та старших.
Цивільне працевлаштоване населення становило 68 осіб. Основні галузі зайнятості: роздрібна торгівля — 16,2 %, науковці, спеціалісти, менеджери — 14,7 %, освіта, охорона здоров'я та соціальна допомога — 14,7 %.